# Hippellozoon mediterraneum
Hippellozoon mediterraneum is een mosdiertjessoort uit de familie van de Phidoloporidae. De wetenschappelijke naam van de soort is voor het eerst geldig gepubliceerd in 1895 door Waters.